# Nebrioporus lanceolatus
Nebrioporus lanceolatus är en skalbaggsart som först beskrevs av Walker 1871.  Nebrioporus lanceolatus ingår i släktet Nebrioporus och familjen dykare. Inga underarter finns listade i Catalogue of Life.